# Chris Bonington
John Christian Bonington Storey, CVO, CBE, DL (nascido em 6 de agosto de 1934, Hampstead, Londres) é um montanhista britânico. Participou de dezenove expedições a Cordilheira do Himalaia, incluindo quatro para o Monte Everest e foi o líder da expedição na primeira ascensão da face sul do Annapurna.

## Início da vida e expedições
Estudou na University College School', em Hampstead, mais tarde ingressou nos fuzileiros reais britânicos cursando a  Real Academia Militar de Sandhurst, após a graduação em 1956  foi transferido para o Regimento de Tanques Reais. Depois de três anos no norte da Alemanha, ele serviu dois anos na escola do exercito Outward Bound como instrutor de montanhismo.
Bonington fazia parte do grupo que fez a primeira ascensão britânica do Pilar Sudoeste (aka Bonatti Pillar) do Aiguille du Dru, em 1958, e a primeira ascensão do pilar central da Freney no lado sul do Mont Blanc, em 1961, com Don Whillans, Ian Clough e Jan Dlugosz (Polónia).
Ele fez parte da bem-sucedida expedição conjunta anglo-indiano-nepalêsa ao Annapurna II.
Ao deixar o exército britânico em 1961, juntou-se Van den Berghs, uma subsidiária da Unilever. Mas ele deixou-a depois de nove meses, e tornou-se um alpinista profissional e explorador. Em 1966 ele recebeu sua primeira missão pelo Daily Telegraph  para cobrir outras expedições, incluindo a escalada do Sangay no Equador ;e a caçada  ao Caribou com os esquimós na ilha de Baffin. Em 1968 ele acompanhou o capitão John Blashford-Snell e sua equipe do exército britânico na tentativa de fazer a primeira descida do Nilo Azul.

## Autor
Ele escreveu  quinze livros, e recebeu muitos prêmios. Ele é presidente honorario do Clube de Montanhismo da Lancaster University. Além disso ele é o presidente honorário da British Orienteering Federation. Ele viveu em Cumbria com sua esposa, Wendy desde 1974. Ele sucedeu Edmund Hillary como o Presidente Honorário da Mountain Wilderness, uma ONG internacional dedicada à proteção das montanhas.

## Vida pessoal
Ele é casado com Wendy, uma ilustradora freelance de livros infantis. O casal tem dois filhos: Daniel e Rupert.

## Homenagens e Honras
Em 1974, Bonington  recebeu a Medalha do  Fundador da Royal Geographical Society.  
Bonington foi nomeado Comendador da Ordem do Império Britânico (CBE) em 1976, em reconhecimento da ascensão bem sucedida do Everest no ano anterior  e foi nomeado cavaleiro em 1996 por seus serviços ao esporte e foi nomeado Comandante da Real Ordem Vitoriana (CVO), em 2010.

## Livros publicados
- I Chose to Climb (Gollancz) 1966
- Annapurna South Face (Cassell) 1971
- The Next Horizon (Gollancz) 1973
- Everest South West Face (Hodder and Stoughton) 1973
- Changabang (Heinemann) 1975
- Everest the Hard Way (Hodder and Stoughton) 1976
- Quest for Adventure (Hodder and Stoughton) 1981
- Kongur: China's Elusive Summit (Hodder and Stoughton) 1982
- Everest: The Unclimbed Ridge (with Dr Charles Clarke) (Hodder and Stoughton) 1983
- The Everest Years (Hodder and Stoughton) 1986
- Mountaineer: Thirty Years of Climbing on the World's Great Peaks (Diadem) 1989
- The Climbers (BBC Books and Hodder and Stoughton) 1992
- Sea, Ice and Rock (with Robin Knox-Johnston) (Hodder and Stoughton) 1992
- Great Climbs (Ed with Audrey Salkeld) (Reed Illustrated Books) 1994
- Tibet's Secret Mountain, the Triumph of Sepu Kangri (with Dr Charles Clarke) (Weidenfeld & Nicolson) 1999
- Boundless Horizons (Weidenfeld & Nicolson) 2000
- Chris Bonington's Everest (Weidenfeld & Nicolson) 2002
- Chris Bonington's Lakeland Heritage (with Roly Smith) (Halsgrove) 2004